# Ichneumon pseudowinkleyi
Ichneumon pseudowinkleyi är en stekelart som beskrevs av Heinrich 1961. Ichneumon pseudowinkleyi ingår i släktet Ichneumon och familjen brokparasitsteklar. Inga underarter finns listade i Catalogue of Life.